# ألفريد هورتناغل
ألفريد هورتناغل (بالألمانية: Alfred Hörtnagl) (مواليد 24 سبتمبر 1966) هو لاعب كرة قدم. يلعب مع منتخب النمسا لكرة القدم. سبق له أن لعب في كأس العالم لكرة القدم مع منتخب بلاده.

## روابط خارجية
- ألفريد هورتناغل على موقع الاتحاد الدولي (مؤرشف)  (الإنجليزية)
- ألفريد هورتناغل على موقع قاعدة بيانات كرة القدم.إي يو (الإنجليزية)
- ألفريد هورتناغل على موقع ناشيونال فوتبول تيمز (الإنجليزية)
- ألفريد هورتناغل على موقع عالم كرة القدم.نت (الإنجليزية)